# Coleophora thymi
Coleophora thymi là một loài bướm đêm thuộc họ Coleophoridae. Nó được tìm thấy ở Đức to Ý và Hy Lạp.
Ấu trùng ăn Thymus species. 